# جوان إل. ميتشيل
جوان إل. ميتشيل (بالإنجليزية: Joan L. Mitchell)‏ هي عَالِمَة حاسوب أمريكية، ولدت في 24 مايو 1947 في موديستو في الولايات المتحدة، وتوفيت في 2 ديسمبر 2015.